# 의전
의전(儀典, Protocol)은 예(禮)를 갖추어 베푸는 각종 행사 등에서 행해지는 예법으로, 일정하게 틀을 갖춘 조직단위, 국가, 또는 국제 간의 공식적 관계에 적용할 때 적용된다. 오늘날의 의전은 행사에 한정되지 않으며, 국민의례 · 국기게양 등 국가의 존재를 알리기 위한 공식적인 징표인 국가상징에 대한 예를 갖추는 것도 광의의 의전에 포함된다.

## 역사
동양에서는 중국에서 백성과 제후를 다스리는 군자의 지도 원리로서 '예'(禮)를 내세웠으며, 그 기원은 주나라에서 시작한다. 대한민국의 경우는 조선시대 때 통치 이념이자 사회질서로서 예가 강조되었다. 경국대전의 6전 중 예전에는 의장(儀章 : 복식), 의주(儀註 : 국가의 전례절차), 조정의 의식, 국빈을 대접하는 연회, 중국 및 기타 외국사신을 접대하는 방식, 제례, 상장(喪葬) 등 의전 사항이 규정되어 있었다. 특히 의주(儀註)에서는 모든 의전 절차는 국조오례의를 준용하도록 하였다.
서양에서 의전(Protocol)이란 용어는 그리스어의 'Protokollen'에서 유래되었다. 이는 Proto(맨 처음)+Kollen(붙이다)이 합성된 단어이다. 이는 원래 공문서에 효력을 부여하기 위해 문서 맨 앞장에 붙이는 용지를 뜻하는 것으로, 이후 정부의 공식 문서 또는 외교 문서의 양식을 의미하게 되었다. 이후 나폴레옹 전쟁 후인 1815년 비엔나 회의에서 국제의전에 관한 원칙이 처음 규정되었고, 그 후인 1961년에 체결된 '외교관계에 관한 비엔나 협정'에서 구체화되어 현대의 의전 관행이 일반화되었다. 여기에는 '여러 나라의 국기를 게양할 때에는 주최국 국기를 가장 중앙에 놓고 나머지 국기는 영문 알파벳 순으로 게양하며, 대사들 간의 서열은 그 해당 주재국에 신임장을 먼저 증정한 순으로 한다' 등의 내용이 담겨 있다.

## 대한민국의 국가의전
대한민국의 국가의전은 행정안전부에서 발간하는 <정부의전편람>에 기록되어 있으며, 여기에는 국가상징, 정부의 의전기준 및 절차, 국가의 경축 · 기념행사, 국무회의 및 차관회의 운영 등의 내용이 수록되어 있다. 국가상징에는 태극기, 애국가, 무궁화, 나라문장, 국새 등이 있다.
의전 행사에서는 서열이 중시된다. 우리나라의 경우에는 국가 요인에 대한 의전 예우 기준이 공식적으로 명문화되어 있지는 않으나, 관행으로 어느 정도 정해져 있다. 일반적 예우 기준은 헌법 및 정부조직법, 국회법, 법원조직법 등에서 정하는 지위 순서를 바탕으로 한 '공식적인 것'과 이전의 행사에서 비롯된 '관례적인 것'으로 구분된다. 3부 인사들의 좌석배치 순서는 관행상의 서열인 행정 - 입법 - 사법 순으로 하며, 각 부내(府內) 요인 간의 좌석은 각 부내의 서열 또는 관행을 바탕으로 배치한다. 행정부의 동급 인사 간의 경우는 정부조직법에 의한 행정 각부의 순서 및 국무회의 좌석 배치순서 등을 바탕으로 좌석을 정하며, 입법부의 요인 간의 경우는 국회에서 관례적으로 사용하는 서열인 국회의장 - 당대표 - 국회부의장 - 원내대표 - 각 상임위원장 - 국회의원 - 사무총장 - 국회 사무처 차관급 순으로 좌석을 정한다.

## 같이 보기
- 의전서열